# Emilio Castelar
Emilio Castelar y Ripoll (Cádiz, 7 de septiembre de 1832-San Pedro del Pinatar, 25 de mayo de 1899) fue un político, historiador, periodista y escritor español, presidente del Poder Ejecutivo de la Primera República entre 1873 y 1874.
Durante el reinado de Isabel II militó en la oposición a la monarquía desde diversos periódicos, al mismo tiempo que impartía clases de Historia en la Universidad de Madrid. Uno de sus artículos le costó la cátedra, siendo condenado a muerte en 1865. Consiguió escapar al exilio en París, pero regresó a España con la Revolución de 1868, que destronó a Isabel II. Ya en suelo español se opuso al Gobierno provisional de Prim y a la monarquía de Amadeo I como uno de los principales líderes de los republicanos. Con el advenimiento de la Primera República en 1873 fue nombrado ministro de Estado, después presidente del Congreso de los Diputados y por último jefe de Estado el 7 de septiembre del mismo año. Partidario de un republicanismo unitario y conservador, no tuvo objeciones en aplazar las reformas sociales y en utilizar la fuerza para establecer el orden, provocando una moción de censura en su contra de la mayoría federal, lo que precipitó el golpe de Estado del general Pavía el 3 de enero de 1874. Durante la Restauración borbónica volvió al escaño en Cortes desde posiciones próximas al dinástico Partido Liberal. 
Recordado inequívocamente como uno de los oradores más importantes de la historia de España, ha sido también reconocido en su aspecto general de escritor y atendiendo a su pensamiento sobre la literatura.

## Biografía

### Orígenes y primeros años

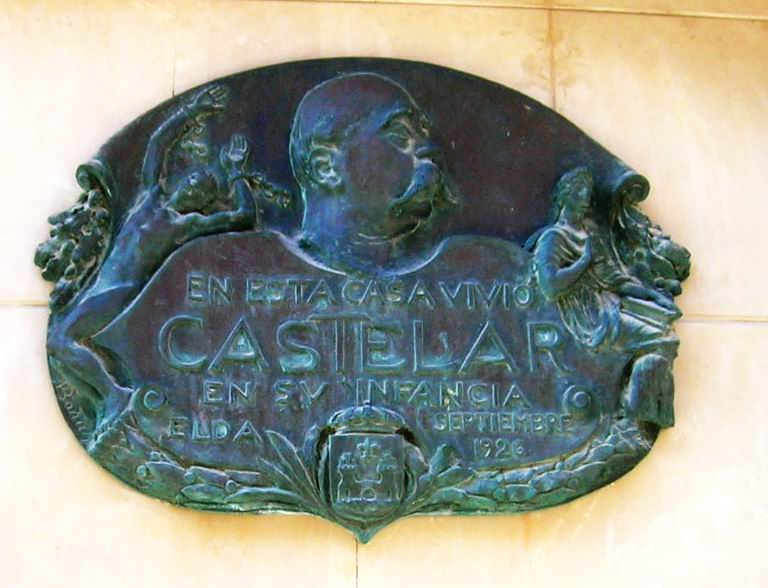
Placa en la casa de Castelar en Elda.

Nació en Cádiz el 7 de septiembre de 1832. Sus padres, Manuel Castelar, un agente de cambios, y María Antonia Ripoll, de ideología liberal y amigos de Rafael de Riego, eran oriundos de la provincia de Alicante. La restauración absolutista de Fernando VII obligó a su padre a exiliarse en Gibraltar durante siete años por haber sido condenado a muerte, acusado de afrancesado. A la muerte repentina de su padre, Castelar contaba solo con siete años y regresó a Elda con la familia de su madre, ciudad donde estudió y vivió su infancia. Castelar, pese a nacer fuera de casa por el exilio forzoso de su padre, siempre se considerará un eldense más, algo que reflejará en su madurez, cuando escribe el libro Recuerdos de Elda o las Fiestas de mi Pueblo.
Ya de pequeño, gracias a la biblioteca de su padre y al influjo de su madre, María Antonia Ripoll, era un lector insaciable, lo que se traducía en un rendimiento escolar muy alto. Se inició en sus estudios de Segunda Enseñanza en el Instituto de Alicante en 1845. Estudió Derecho y Filosofía en la Universidad de Madrid, junto con hombres que serían sus adversarios políticos más tarde como Antonio Cánovas del Castillo. Se licenció en Derecho a los veinte años e hizo el doctorado un año más tarde (1853-1854), y obtuvo una cátedra de Historia filosófica y Crítica de España (1857). Durante el tiempo de sus estudios pudo colaborar con la Escuela Normal de Filosofía, lo que le permitió ayudar a salvar las penurias de su familia.

### Entrada en política

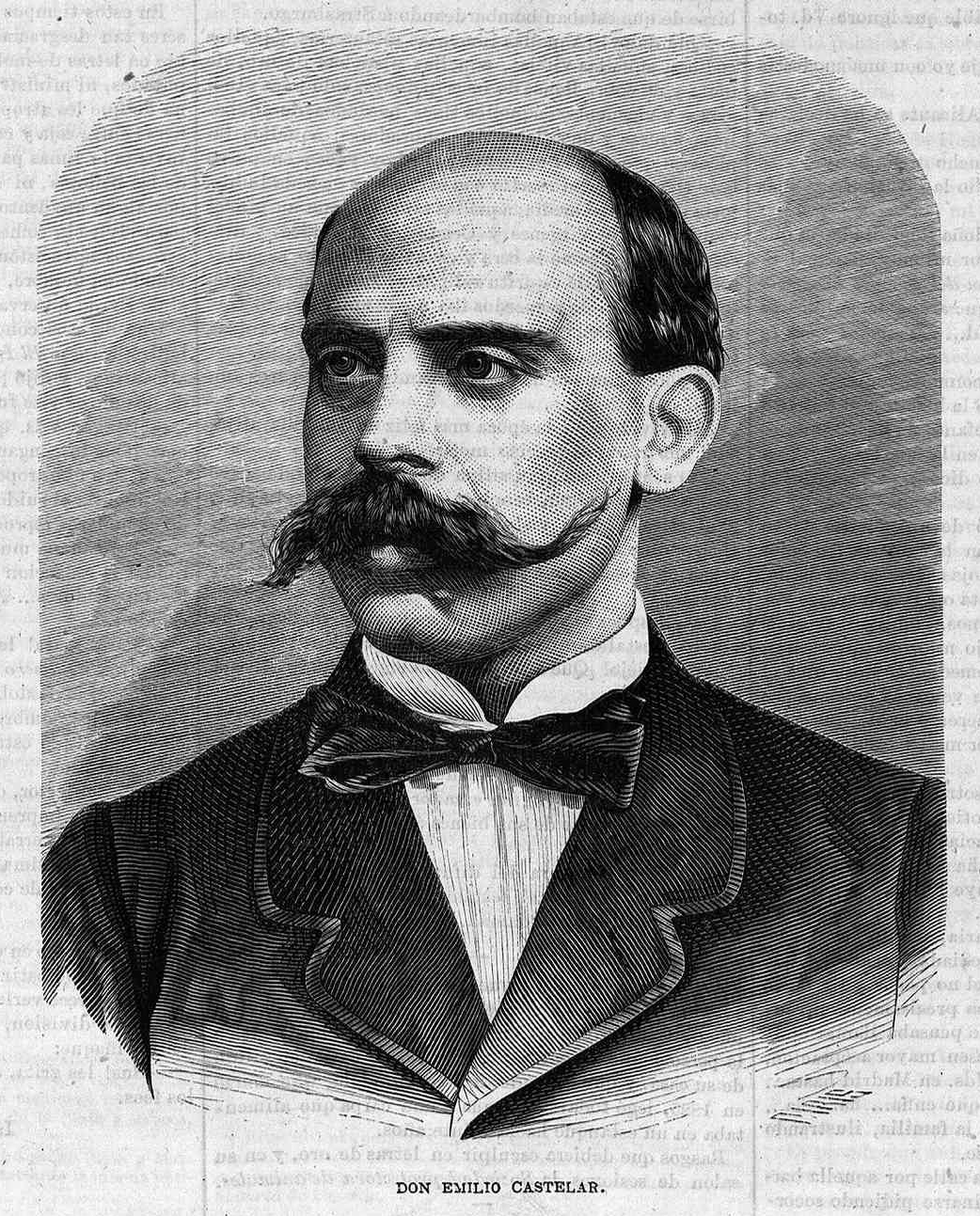
Emilio Castelar en La Ilustración de Madrid, 1870.

Al terminar su formación se dedicó de lleno a la lucha política, canalizada a través del periodismo: llegó a ser presidente de la Asociación de Escritores y Artistas Españoles de 1877 a 1879; pasó por varios periódicos como El Tribuno del Pueblo, La Soberanía Nacional y La Discusión hasta fundar el suyo propio en 1864: La Democracia). Su primer discurso lo realizó el 25 de septiembre de 1854 durante un mitin del Partido Democrático en Madrid y desde ese momento, no solo los asistentes, sino también la prensa madrileña, lo encumbrarían como un orador excepcional y un defensor a ultranza de la libertad y la democracia.
Defendía un republicanismo democrático y liberal, que le enfrentaba a la tendencia más socializante de Pi y Margall. Desde esas posiciones luchó tenazmente contra el régimen de Isabel II, llegando a criticar directamente la conducta de la reina en su artículo El rasgo (1865). En represalia por aquel escrito fue cesado de su cátedra de Historia crítica y Filosófica de España en la Universidad Central de Madrid, que ocupaba desde 1857, circunstancia que provocó revueltas estudiantiles y de profesores contra su cese, que fueron reprimidas por el Gobierno de forma sangrienta en lo que se denominó la «Noche de San Daniel», el 10 de abril de 1865. El Gobierno de Ramón María Narváez dimitió y lo sustituyó Leopoldo O'Donnell, que restituiría la cátedra a Castelar. Más tarde intervino en la frustrada insurrección del cuartel de San Gil de 1866, y fue condenado a garrote vil pero consiguió huir a Francia en un exilio de dos años.

### Revolucionario
Participó en la Revolución de 1868 que destronó a Isabel II, pero no consiguió que condujera a la proclamación de la República. Fue diputado en las inmediatas Cortes constituyentes, en las que destacó por su capacidad oratoria, especialmente a raíz de su defensa de la libertad de cultos (1869). Siguió defendiendo la opción republicana dentro y fuera de las Cortes hasta que la abdicación de Amadeo I provocó la proclamación de la Primera República Española (1873). Durante el primer gobierno republicano, presidido por Estanislao Figueras, ocupó la cartera de Estado entre el 12 y el 24 de febrero, (volvería a ocuparlo de manera interina entre el 7 y el 11 de junio) desde la que adoptó medidas como la eliminación de los títulos nobiliarios o la abolición de la esclavitud en Puerto Rico. Pero el régimen por el que tanto había luchado se descomponía rápidamente, desgarrado por las disensiones ideológicas entre sus líderes, aislado por la hostilidad de la Iglesia, la nobleza, el Ejército y las clases acomodadas, y acosado por la insurrección cantonal, la reanudación de la guerra carlista y el recrudecimiento de la rebelión independentista en Cuba. La presidencia fue pasando de mano en mano —de Figueras a Pi y Margall en junio y de este a Salmerón en julio— hasta que en septiembre, las Cortes Constituyentes le nombraron presidente del Poder Ejecutivo de la República.

### Presidente de la República

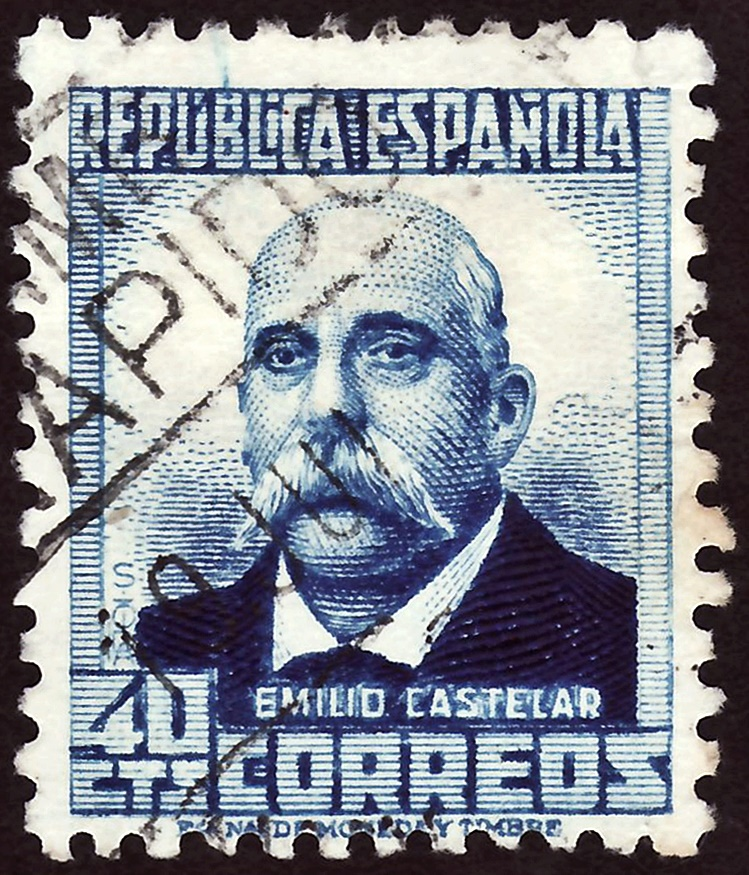
Sello de correos de la II República dedicado a Emilio Castelar

Castelar fue nombrado presidente con el apoyo de 133 diputados frente a los 67 que apoyaron el regreso de Pi y Margall. Las Cortes otorgaron al presidente plenos poderes para combatir a los carlistas y estas suspendieron sus sesiones hasta el 2 de enero. Castelar gobernó, por tanto, mediante decreto y con poderes absolutos.
Entre las medidas que adoptó destaca el reforzamiento del Ejército, movilizando a los reservistas con el apoyo de militares sospechosos de adscripción monárquica. Con sus medidas Castelar buscó el apoyo a la República de los conservadores y del Partido Demócrata-Radical de Cristino Martos.
El 21 de septiembre suspendió las garantías constitucionales establecidas en 1869 y decretó la censura en la prensa. En Cuba intentó ampliar a la isla el sistema de gobierno de la península, eliminando el poder omnímodo del capitán general y racionalizando el sistema de justicia, homologándolo al de la metrópoli. Sin embargo, la presión de la Liga Nacional de Hacendados y propietarios esclavistas presionó para que las reformas se aplazasen. La influencia de estas oligarquías, tanto en España como en Cuba, era grande incluso dentro del Ejército y la debilidad del Gobierno impedía tomar medidas más contundentes.

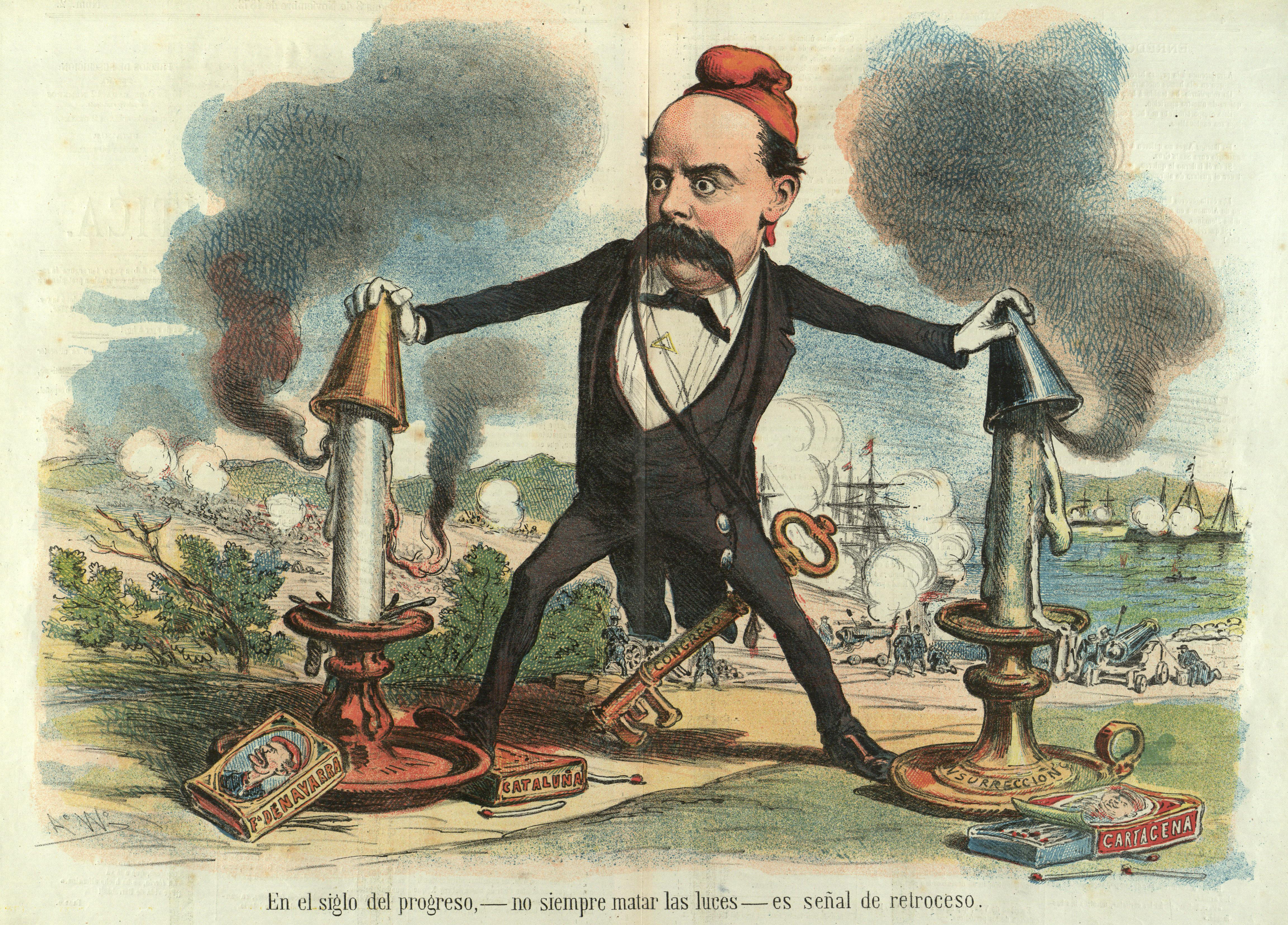
Caricatura de Castelar en La Madeja Política de Tomás Padró Pedret, noviembre de 1873.

Aprovechando esta debilidad, los rebeldes cubanos intensificaron el contrabando de armas desde Estados Unidos a la isla con el fin de abastecer la rebelión. Uno de esos buques de bandera norteamericana, el Virginius, fue interceptado por la Armada española el 31 de octubre. La reacción de la autoridad española fue tajante, fusilando 36 tripulantes y 16 pasajeros de los 155 que se encontraban en total en el barco. El gobierno de Ulysses S. Grant protestó y exigió a España la devolución del navío a sus dueños y la indemnización a las familias de los fusilados, a lo que Castelar accedió con el fin de evitar una guerra con el país norteamericano. El problema sobre el estatus de Cuba continuó y el poder de los hacendados esclavistas no solo no se redujo sino que se hacía evidente que la conexión entre España y su colonia dependía exactamente de ellos.

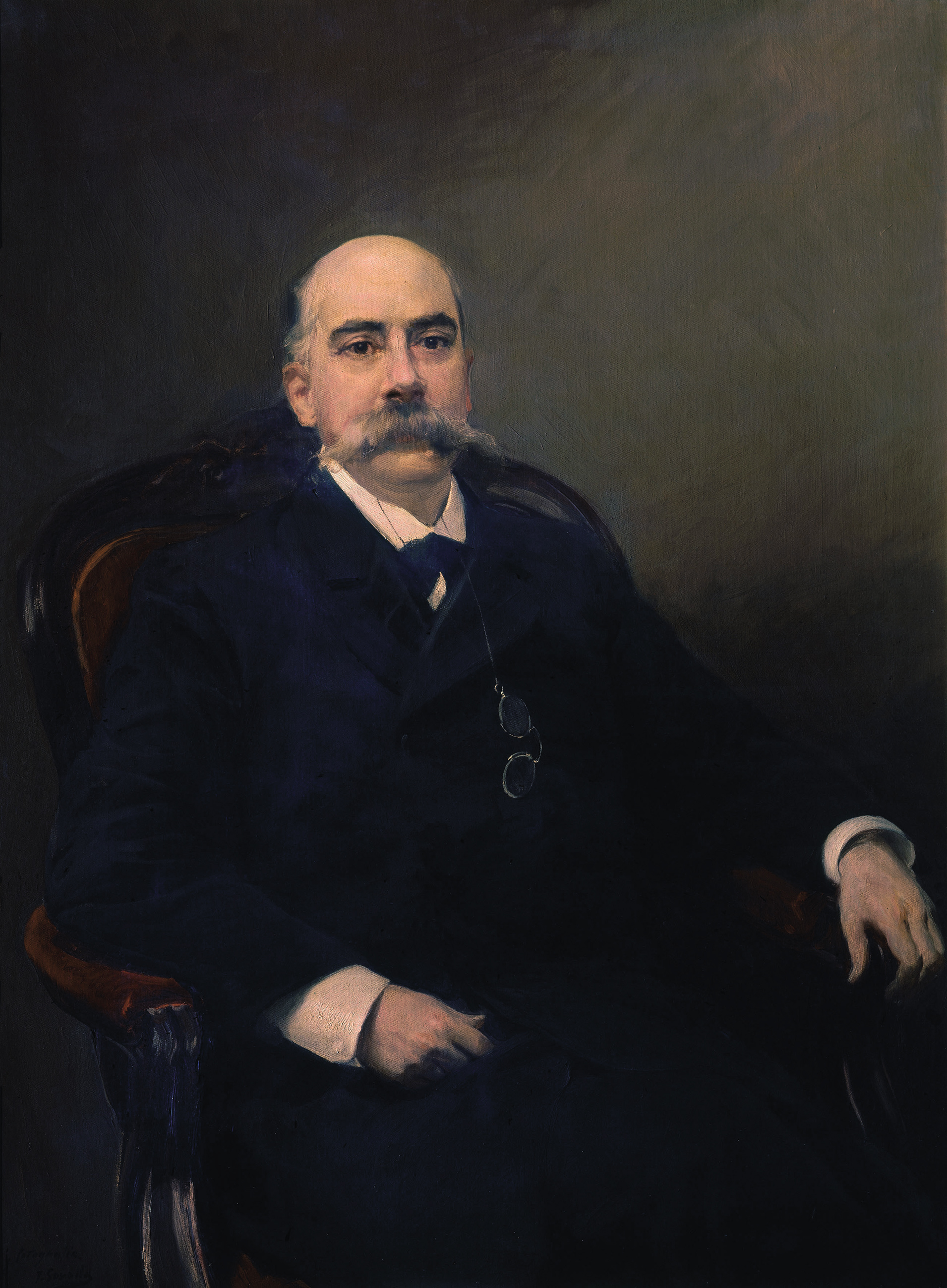
Retrato de Emilio Castelar Ripoll (1901), por Joaquín Sorolla (Congreso de los Diputados).

Por otro lado, continuaba recrudeciéndose la guerra civil en el norte, donde el general Ramón Nouvilas no consiguió impedir la toma de Estella y el dominio rebelde en toda Guipúzcoa, sospechando de la posible conexión financiera entre estos y los esclavistas cubanos. En Cataluña, el Maestrazgo e, incluso, en los montes de Toledo también se desarrollaron actividades de partidas carlistas menores. Castelar no pudo unificar políticamente a los republicanos, mientras que los conservadores alfonsinos dirigidos por Cánovas amenazaban con sublevarse si se abolía la esclavitud en Cuba o se ampliaban las reformas democráticas y sociales. Castelar aplazó dichas reformas con el objetivo de aplastar al ejército carlista, pero ello lo enemistó con gran parte de sus correligionarios. El hecho de que Castelar se apoyara en militares claramente monárquicos como Martínez Campos, Jovellar, López Domínguez y Pavía para aplastar a los cantonalistas, carlistas e independentistas cubanos lo enfrentó a antiguos compañeros como Salmerón, que pasó a liderar la oposición a Castelar como presidente del Congreso.
El inicio de las sesiones parlamentarias el 2 de enero hizo prever que la mayoría federal sería hostil a Castelar. Este solicitó a la cámara una ampliación de los poderes concedidos y presentó una moción de confianza que se votó la madrugada entre el 2 y el 3 de enero. Castelar perdió la votación 120 contra 100 y se comenzó a negociar el nombramiento del federal moderado antiesclavista Eduardo Palanca. Sin embargo, durante la votación parlamentaria el capitán general de Madrid, Manuel Pavía, ocupó las calles de la capital con sus tropas y se dirigió al palacio de las Cortes. Castelar, aún presidente, destituyó a Pavía, pero este hizo entrar a los soldados al salón de plenos entre disparos disolviendo la sesión por la fuerza. El general ofreció a Castelar un gobierno de alianza con el conservador Cánovas y el radical Martos, opción que este rechazó. Al fin los republicanos unitarios, los conservadores y los radicales se unieron en un gabinete presidido por el general Serrano.

### Restauración monárquica

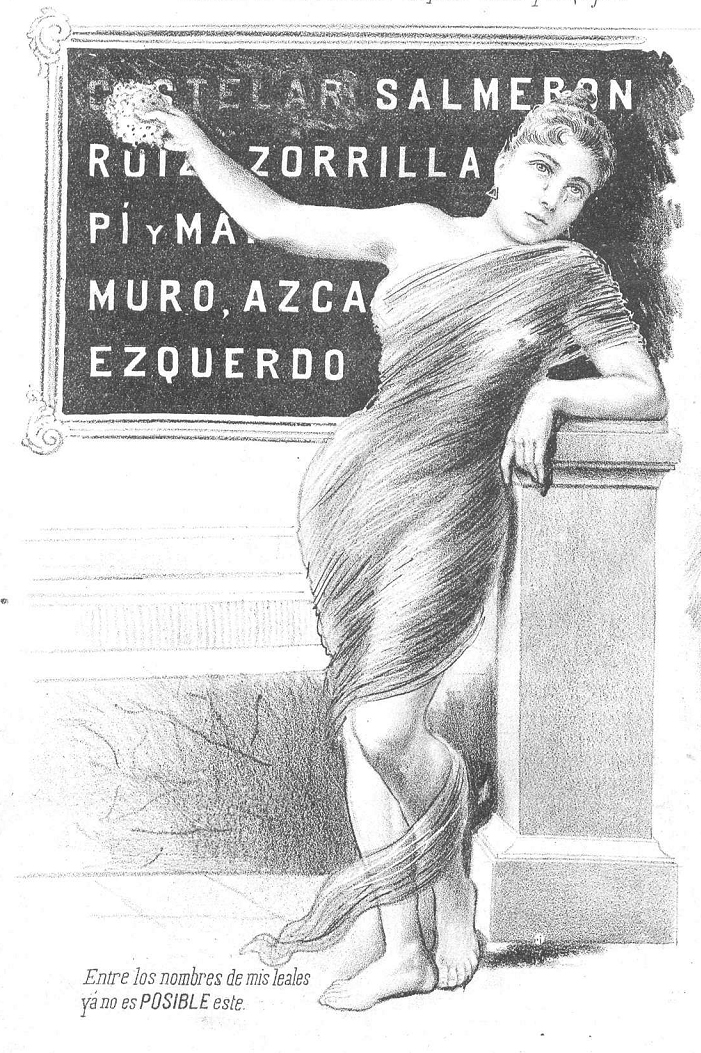
«Entre los nombres de mis leales ya no es POSIBLE este» (Don Quijote, 1892).

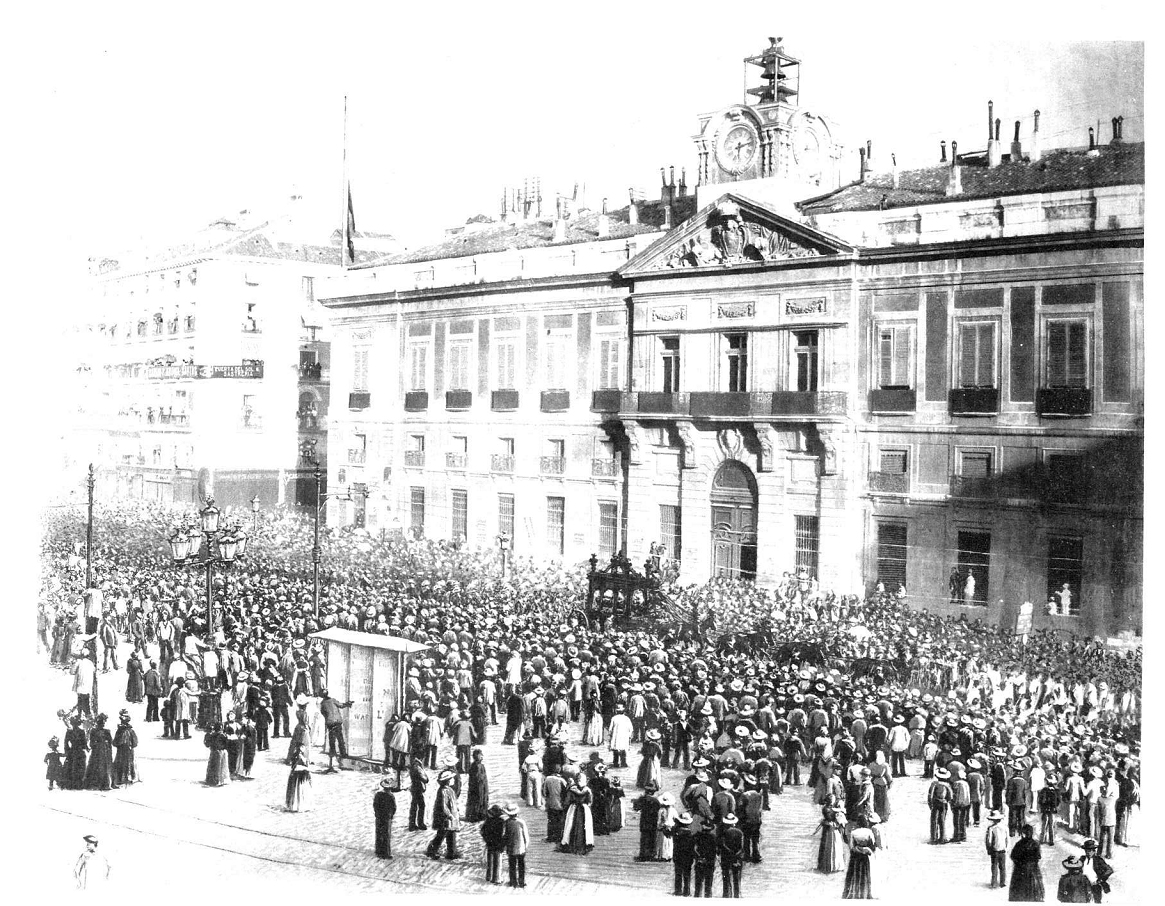
El cortejo fúnebre de Emilio Castelar a su paso por la Puerta del Sol, mientras atravesaba el centro de Madrid, en mayo de 1899.

Liquidada así la Primera República, el pronunciamiento de Martínez Campos (diciembre de 1874) vino a restablecer la monarquía, proclamando rey a Alfonso XII. Castelar se exilió en París. Tras regresar de un largo viaje, Castelar ingresaría en la Real Academia Española y en la Real Academia de la Historia y volvió a la política, encarnando en las Cortes de la Restauración la opción de los republicanos «posibilistas» que aspiraban a democratizar el régimen desde dentro. En estos años acaudilló el llamado Partido Demócrata Posibilista.
Llegaría a ejercer como consejero-delegado de la Algeciras-Gibraltar Railway Company.
Cuando en los años noventa se aprobaron las leyes del jurado y del sufragio universal, Castelar se retiró de la vida política, aconsejando a sus partidarios la integración en el Partido Liberal de Sagasta (1893). Murió el 25 de mayo de 1899 en la casa palaciega de Servet-Spottorno en la localidad murciana de San Pedro de Pinatar y fue enterrado en el cementerio de San Isidro de Madrid, en el patio de Santa María de la Cabeza.

## Legado
Considerado como el más elocuente orador de España, ha sido también uno de los grandes prosistas del siglo XIX. Marcelino Menéndez Pelayo describía de la siguiente manera el estilo de Castelar en su Historia de los heterodoxos españoles:

En cada discurso del señor Castelar se recorre (dos o tres veces), la universal historia humana, y el lector, cual otro judío errante, ve pasar a su atónita contemplación todos los siglos, desfilar todas las generaciones, hundirse los imperios, levantarse los siervos contra los señores, caer el Occidente sobre el Oriente, peregrina por todos los campos de batalla, se embarca en todos los navíos descubridores y ve labrarse todas las estatuas y escribirse todas las epopeyas. Y, no satisfecho el señor Castelar con abarcar así los términos de la tierra, desciende unas veces a sus entrañas y otras veces súbese a las esferas siderales, y desde el hierro y el carbón de piedra hasta la estrella Sirio, todo lo ata y entreteje en ese enorme ramillete, donde las ideas y los sistemas, las heroicidades y los crímenes, las plantas y los metales, son otras tantas gigantescas flores retóricas.

Influido por el Romanticismo, del que también hay huellas en su oratoria, se recuerdan entre sus obras los Recuerdos de Italia, alguna novela como Ernesto, Fra Filipo Lippi y colecciones de artículos, discursos y diversos estudios jurídicos, históricos y de crítica literaria y artística, además de ensayos sobre ideología política. Se le ha señalado como una de «las dos figuras principales del hegelianismo español», junto a Pi y Margall.
Aun reconociendo su elocuencia como orador, recibió también grandes críticas por parte de los sectores más tradicionalistas y católicos. Por ejemplo, el obispo de Córdoba José Proceso Pozuelo y Herrero consideró que Castelar había dedicado su vida a «calumniar» sobre la historia de España y de la Iglesia, a elogiar a los «heresiarcas» y a ensalzar a los Estados Unidos, acusándole del desprestigio de España ante las naciones extranjeras, lo cual habría terminado causando la pérdida de las últimas colonias españolas. Según Pozuelo, a Castelar se había debido principalmente la debilitación del «vigoroso espíritu nacional» español y afirmó que «erigir un monumento á la memoria de D. Emilio Castelar equivale á arrojar un guante á la monarquía y á las instituciones monárquicas vigentes, y á escarnecer en estos días de luto nacional las penas y dolores del pueblo por la pérdida de nuestras posesiones en América y en Asia».
En homenaje a Emilio Castelar existe en Argentina, en el Gran Buenos Aires, una ciudad con su nombre. En un principio el nombre fue dado a la estación de ferrocarril a 29 km al oeste del centro de Buenos Aires, que hacia 1913 dio origen al pueblo. Fue declarada oficialmente Ciudad de Castelar en 1971, cuando superó los 70 000 habitantes. Pasado el año 2000, superaba los 100 000 habitantes.

## Obras

### Discursos, lecciones, artículos y ensayos
- Recuerdos y esperanzas. (1858, 2 vols.)
- La civilización en los cinco primeros siglos del cristianismo (1859-1862). (Lecciones pronunciadas en el Ateneo de Madrid)
- Discursos políticos y literarios (1861)
- Ensayos literarios (1878)

- Crónica internacional. (Compilación de La España Moderna. Ed. de Dámaso de Lario, Madrid, 1982)
- La palabra de Emilio Castelar, cuatro discursos y un artículo. (Ed. de J. R. Valero Escandell, Elda, 1984)
- D. Emilio Castelar. Antología de su vida y obra. (Ed. de J. L. Bazán López, Elda, 1999)
- Escritos sobre literatura. (Compilación de textos sobre esta materia, 1856-1899. Ed. de D. Mombelli, Madrid, 2022)

### Biografías
- Semblanzas contemporáneas (1871-1872, 2 vols.)
- Vida de Lord Byron (1873)
- Galería histórica de mujeres célebres (1886-1889, 8 vols.)

### Viajes
- Recuerdos de Italia (1872 y 1876, 2 vols.)
- Un año en París (1875)

### Novelas
- Historia de un corazón, 1874.
- Fra Filippo Lippi, 1878.
- Ricardo, 1878.
- La hermana de la Caridad.
- Ernesto, Buenos Aires, Editorial Sopena Argentina, 1946.